# Pašije šlapanických loupežníků
Pašije šlapanických loupežníků, plným názvem Passio raptorum de Slapanicz, secundum Bartoss, tortorem Brunnensem (česky Pašije šlapanických loupežníků podle sepsání Bartoše, kata brněnského), je latinské literární zpracování historické události z Velikonoc roku 1401, kdy brněnští měšťané násilně potlačili skupinu lupičů, kteří sužovali ves Šlapanice. Příběh je prezentován s hojným využitím frází a narážek na evangelia, což vytváří komický efekt. Spolu s několika dalšími texty patří mezi tzv. posměšná pašijová vyprávění. Dochoval se v jediném rukopise z konce 15. století, uloženém v Národní knihovně. Popisovaná událost není doložena v žádném jiném prameni a text vykazuje několik překvapivých rysů, jako jsou dlouhý seznam (přinejmenším částečně smyšlených) padouchů, několik nabádacích projevů a překroucená validační formule. Zůstává tak spíše záhadným.

## Pozadí

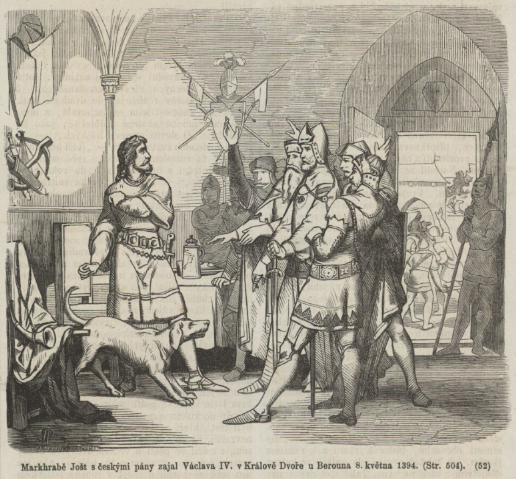
Moravský markrabě Jošt bere do zajetí svého bratrance, českého krále Václava IV. (1394).

Na přelomu 14. a 15. století sužovaly Moravu tzv. moravské markraběcí války. Šlo o neklidné období bojů, šarvátek, loupežení a bezpráví po smrti Karla IV. (1378), kdy se postupně začal hroutit společenský řád. Na Moravě v té době vládli společně synové Karlova mladšího bratra, moravského markraběte Jana Jindřicha Lucemburského (zemřel 1375), bratři Jošt a Prokop Lucemburští. Po období poměrného klidu a spolupráce v 80. letech 14. století se však uvnitř lucemburské dynastie rozpoutal mocenský boj. Na straně jedné docházelo v prosazování cílů ke spolupráci Jošta a jeho bratrance Zikmunda, na straně druhé český král a Zikmundův bratr Václav IV. hledal oporu u svého nejmladšího bratra Jana Zhořeleckého a u svého moravského bratrance Prokopa. Na Moravě tak skončila spolupráce obou bratří a rozhořela se lokální válka. Období nejistot skončilo po rozhodujícím střetnutí při obléhání Znojma roku 1404 a Prokopově smrti roku následujícího, kdy všechnu moc v moravském markrabství získal Jošt.

## Obsah

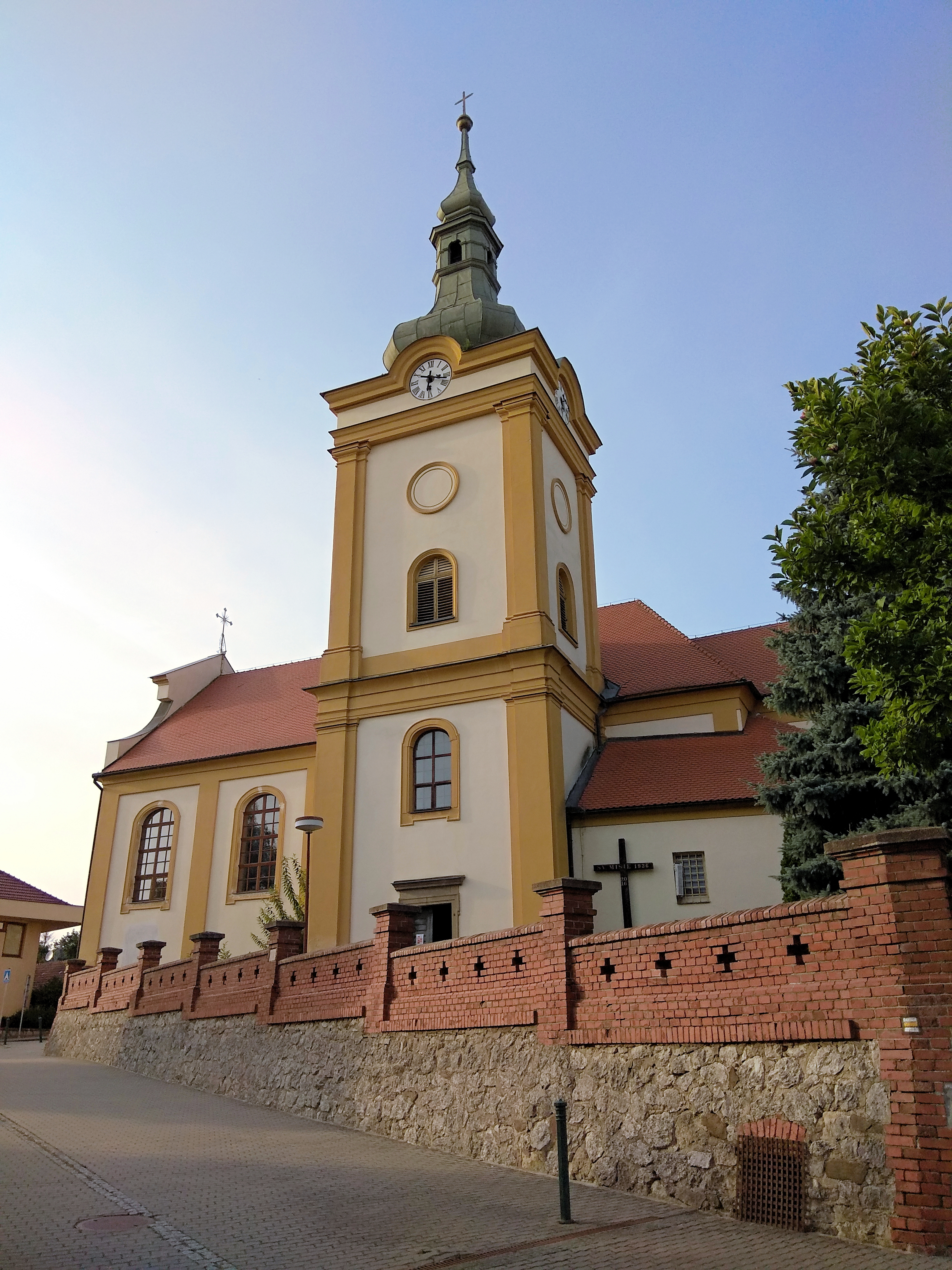
Moderní podoba kostela ve Šlapanicích (zdi jsou novověké)

Příběh vypráví, jak do Šlapanic (tehdy vesnice, později město nedaleko Brna) přichází skupina loupežníků vedená polským lotrem Kyczolem, usadí se v místním opevněném kostele a tyranizuje své sousedy včetně kleriků. Okrádají je a mučí všechny, které zajmou, pročež mnoho lidí uteče. Brněnští měšťané se sejdou, aby se rozhodli, co dělat. Divák z Podskalí říká, že by se měli všichni loupežníci zabít, a probošt Pešek tento nápad podporuje. Do Brna přijíždí šlechtic Erhart z Kunštátu, vyslaný moravským markrabětem Joštem.
Erhart vyzývá měšťany, aby se pustili do zabíjení loupežníků, a tak shromáždí ozbrojený zástup a vyrazí. Loupežníci je vidí přicházet do Šlapanic a jeden z nich, Vlach, pronese řeč, kterou loupežníky povzbudí, že by měli bojovat, aby si získali slávu. Písař Kašpar však odpoví, že tam není proto, aby bojoval, ale aby události zaznamenal. Loupežníci se dostanou k hradbám a vidí, že už jsou obklíčeni. Přátelsky útočníky osloví, ale brněnští měšťané je místo odpovědi napadnou. Někteří loupežníci utečou, někteří zemřou v ohni, který založily plamenné šípy útočníků, ale většina je zajata. Brněnští měšťané se radují a plánují přepadnout i nedaleký Měnín, ale objeví sud s vínem, napijí se z něj a vrátí se do svých domovů. Následuje poznámka o velké slávě hrdinů a neslavě loupežníků a tím příběh zdánlivě končí.
Následuje však nový odstavec, který vypráví o tom, že padesát šest loupežníků bylo zajato a přivezeno do Brna, a popisuje noc před jejich popravou. Brněnští měšťané se stále vysmívají loupežníkům, kteří slibují, že všechno ukradené zboží vrátí do sta let. Brňané posměšně vyjmenovávají všechny ostatní loupežníky, kteří nejsou schopni přijít zajatcům na pomoc. Následujícího dne se měšťané rozhodnou zničit zbytky šlapanického kostela, aby se v něm nemohli skrývat další lupiči.

## Analýza
Událost není zaznamenána v žádném jiném prameni. Dochovaný rukopis Pašijí šlapanických loupežníků je součástí kodexu literárních děl z přelomu 15. a 16. století a byl pořízen pravděpodobně v 60. nebo 70. letech 15 století, tedy více než půl století po popisovaných událostech. První edici rukopisu vydal v roce 1885 František Šujan, novou edici pořídila v roce 2021 Lucie Doležalová. Analýzu textu provedl v letech 1994 a 1996 František Hoffmann, který ztotožnil několik postav s doloženými osobami a argumentoval, že celek dobře zapadá do kontextu tehdejších loupežnických praktik. Je také v souladu s jinými případy vypalování kostelů ve středověku, stejně jako s případy znesvěcování svatých míst.
Zároveň však text obsahuje několik prvků, které se hodí spíše do parodie a satiry než do historiografie. Jde například o pití vína brněnskými měšťany nebo nabubřelé projevy obou stran, které se k tak drobné události nehodí. Neobvyklé je také vysoké množství citátů z Bible a narážek na ni. Biblický pašijový příběh zasahuje do děje a přidává do něj fiktivní prvky – například při dopadení lupičů se na zem snese temnota a nastává zemětřesení. Krvežízniví lupiči jsou přirovnáváni k nevinné postavě Krista, jejich pokusy o záchranu k jeho trpělivé rezignaci a oprávněně rozzlobení brněnští měšťané ke zlým Židům. Středověké parodie se totiž neostýchaly dotýkat se i nejposvátnějších, biblických textů, přičemž ani v nejmenším nezpochybňovaly jejich vážnost a důležitost.

## Ohlas
Muzeum ve Šlapanicích vystavovalo faksimili rukopisu Pašijí šlapanických loupežníků v rámci výstavy Svědci zapomenutých časů v letech 2024–2025.